# Bodampalli, Chintamani
Bodampalli là một làng thuộc tehsil Chintamani, huyện Kolar, bang Karnataka, Ấn Độ.